# Docalidia paracrista
Docalidia paracrista är en insektsart som beskrevs av Nielson 1986. Docalidia paracrista ingår i släktet Docalidia och familjen dvärgstritar. Inga underarter finns listade i Catalogue of Life.